# Бронекатера типа «Н»
Бронекатера типа «Н» — бронированные катера-разведчики русского императорского и советского флота.

## История строительства
В начале Первой мировой войны стала очевидна необходимость создания отрядов мелкосидящих бронированных кораблей, которые могли бы действовать в бассейнах рек. 17 января 1915 года Главное военно-техническое управление (ГВТУ) обратилось в Ставку верховного главнокомандования с предложением о начале проектирования таких кораблей. 5 апреля 1915 года Ставка приняла решение о формировании речных бронесил в составе трех отрядов по 3 канонерские лодки, 6 бронированных катеров-разведчиков, 6 посыльных и 6 дозорных катеров и 4 шлюпки-тральщика в каждом.
Заказ на строительство 18 бронированных разведывательных катеров был размещен на двух верфях:
- Судостроительный завод К. О. Ревенского (Одесса) — 14 ед.
- Санкт-Петербургское отделение Технической конторы «Бюро Вега» (Борго, Финляндия) — 4 ед.

Боргоские судостроители исполнили заказ в 1916 году, одесские — в 1918 году.

## История эксплуатации
В 1920 году Красной Армией на заводе Ревенского были захвачены 11 катеров.

### № 3, 4, 5, 6, 15, 17
В период 1920—1925 годов использовались Усть-Днепровской флотилией и Днепровским отрядом кораблей Морских сил Чёрного моря. В связи с недостаточной мореходностью постепенно были сданы Комгосфондов для разделки.